# Miloš Kolaković
Miloš Kolaković (serbisch-kyrillisch Милош Колаковић; * 25. Juni 1974 in Belgrad) ist ein ehemaliger serbisch-montenegrinischer Fußballspieler.

## Karriere

### Verein
Kolaković begann seine Karriere beim jugoslawischen Drittligisten FK Voždovac, 1995 wechselte er zum deutschen Regionalligisten Eintracht Braunschweig. Hier machte er bald mit seiner Trefferquote auf sich aufmerksam – bis 1998 erzielte Kolaković in 80 Ligaspielen für den BTSV 40 Tore. 1998 wurde er daraufhin vom damaligen Zweitligisten Arminia Bielefeld verpflichtet. Hier konnte der Stürmer sich allerdings nicht durchsetzen und kehrte nach nur einem halben Jahr in Bielefeld nach Braunschweig zurück. Mit insgesamt 50 Pflichtspieltreffern zwischen 1995 und 2001 ist Kolaković der erfolgreichste ausländische Torjäger in der Geschichte der Eintracht.
2001 wechselte er zum OFK Belgrad, wo er bis 2005 in der Ersten Liga Serbien und Montenegros aktiv war. Seine Karriere beendete Miloš Kolaković 2009 nach weiteren, jeweils nur kurzen, Stationen in Serbien, Ungarn und Zypern.

### Nationalmannschaft
Kolaković bestritt insgesamt drei Länderspiele für Serbien und Montenegro, alle im Jahr 2004. Sein Debüt gab er am 28. April in einem Freundschaftsspiel gegen Nordirland. Diesem sollten jedoch nur noch zwei weitere Einsätze, beide im Rahmen des Kirin Cup 2004 gegen die Slowakei und Japan, folgen.